# Amata leopoldi
Amata leopoldi là một loài bướm đêm thuộc phân họ Arctiinae, họ Erebidae.